# روزگاری عشق و خیانت
روزگاری عشق و خیانت فیلمی به کارگردانی داوود بیدل و تهیه‌کنندگی روح‌الله شمقدری محصول سال ۱۳۹۲ است.

## خلاصه فیلم
اتفاقی غیرمنتظره پروانه و دخترش آینه را غافلگیر می‌کند، گویا این اتفاق ریشه در گذشته پروانه دارد گذشته‌ای که سال‌ها از مواجه با آن هراس داشته‌است. داستان این فیلم در منطقه شمال غربی ایران در دشت مغان، حومه شهر پارس‌آباد و شهرک مسکونی کشت و صنعت و دامپروری مغان اتفاق افتاده و فیلمبرداری و لوکیشن فیلم نیز عمدتاً در همین منطقه بوده‌است.

## بازیگران
- میلاد کی‌مرام
- شهرزاد کمال‌زاده
- همایون ارشادی
- نسرین مقانلو
- سحر قریشی
- حسن جوهرچی
- علی اوسیوند
- آتش تقی‌پور
- جعفر دهقان
- علی بوداغی
- سولماز ندایی
- شقایق عزیزپور
- غریب منوچهری
- مریم ندایی
- جمشید هاشم‌پور